# Barkhausenstraße (Bremerhaven)

Nr. 2: ISL Bremerhaven

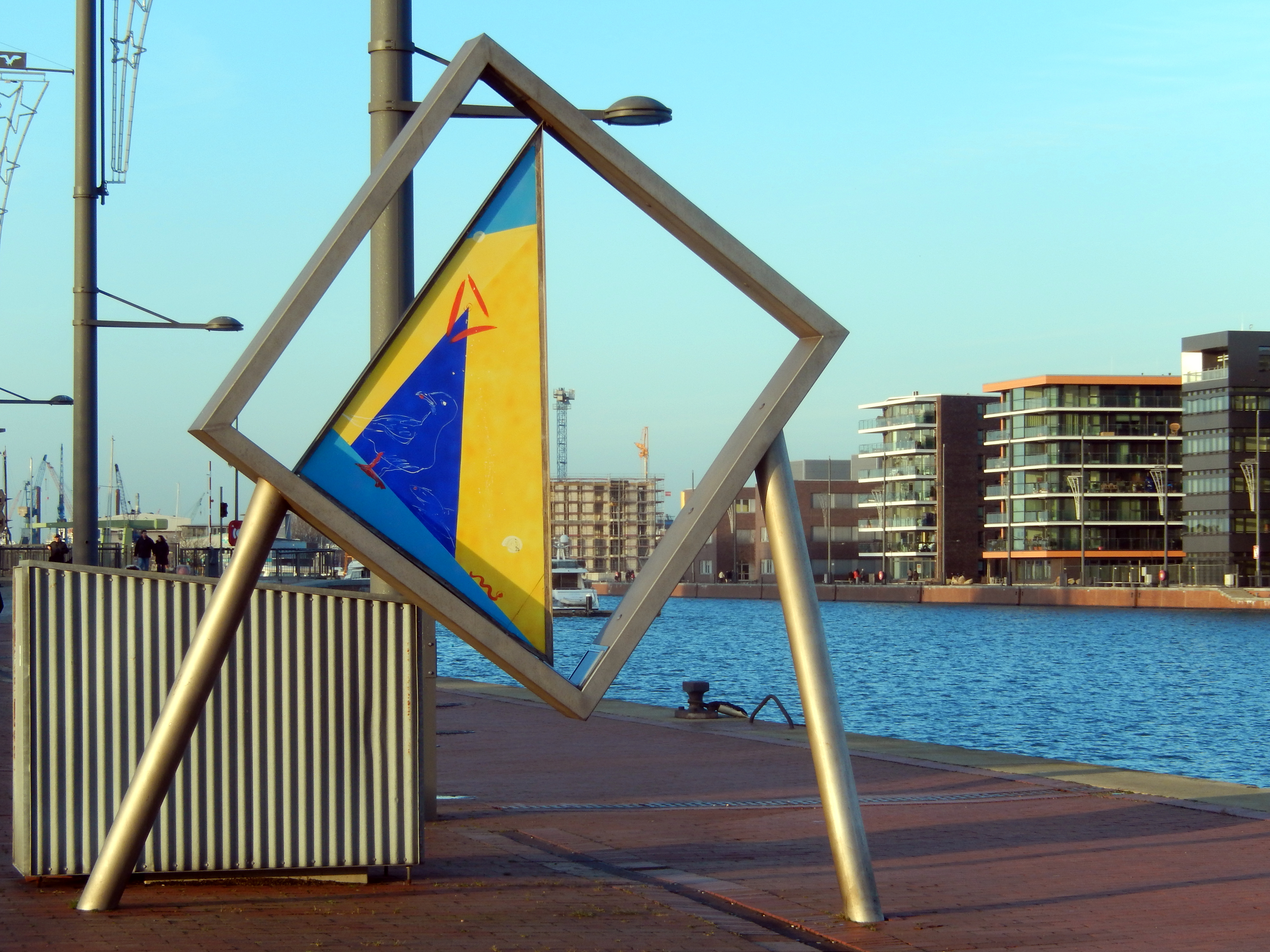
2014: Blick über den Hafen auf die Neubauten an der Barkhausenstraße

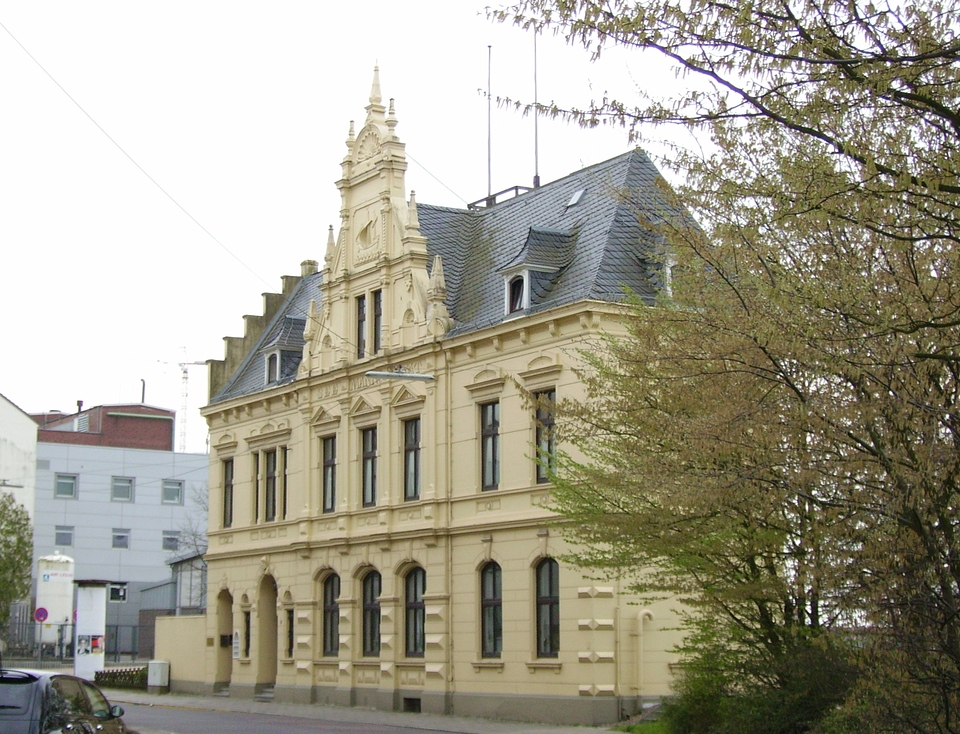
Ehem. Seemannsamt Bremerhaven

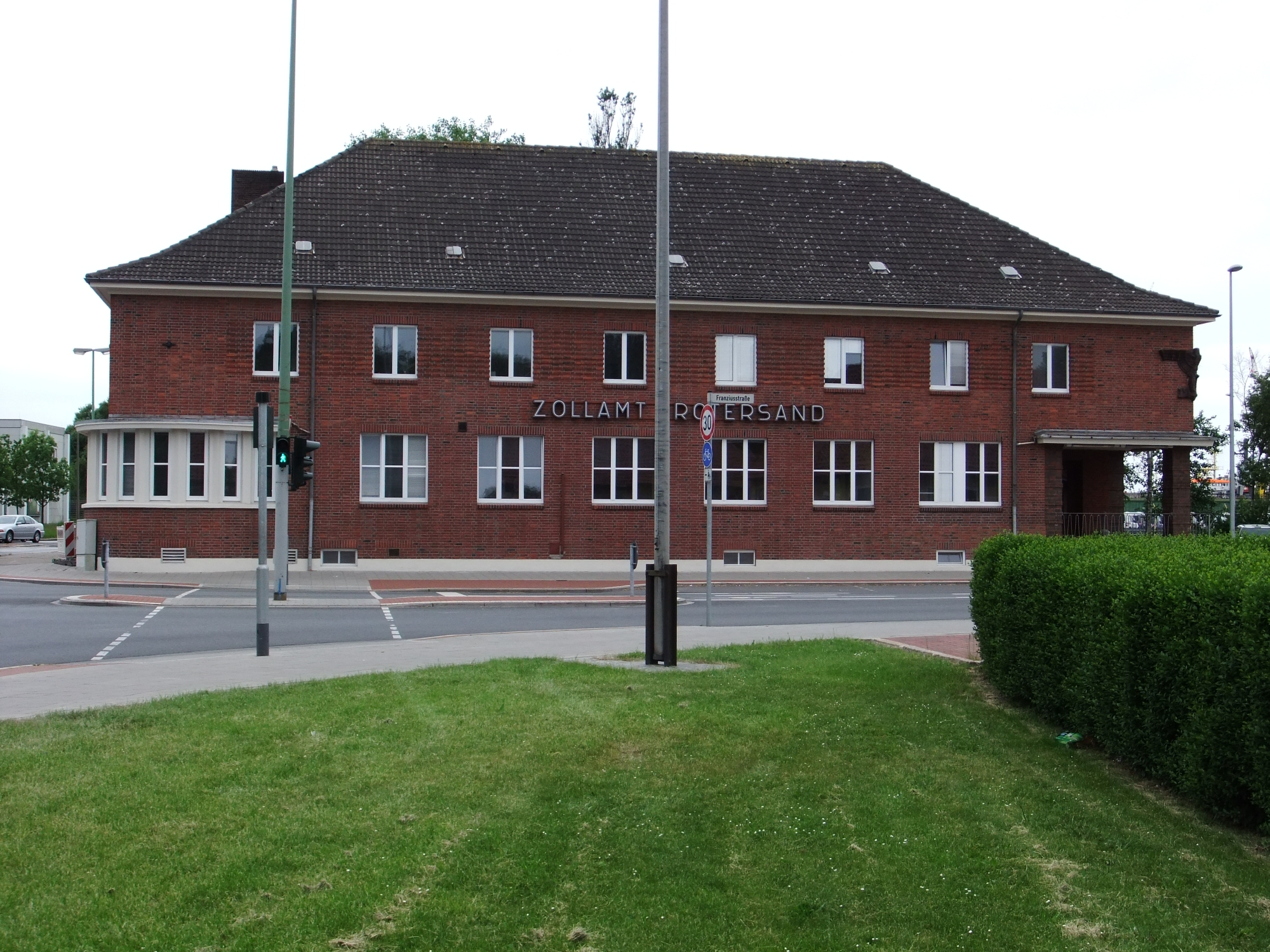
Zollamt Rotersand

Die Barkhausenstraße ist eine zentrale Erschließungsstraße in Bremerhaven, Mitte (Nord). Sie führt parallel zur Bürgermeister-Smidt-Straße überwiegend in Süd-Nord-Richtung von der Columbusstraße und Lloydstraße zur Rickmersstraße und Bürgermeister-Smidt-Straße.
Die Querstraßen und die Anschlussstraßen wurden benannt u. a. als Columbusstraße nach dem Amerikaentdecker Christoph Kolumbus (1451–1506), Lloydplatz und Lloydstraße nach der Reederei und dem Werftbetrieb Norddeutscher Lloyd (NDL), Querstraße, Schleusenstraße nach der nördlichen Schleuse vom Neuen Hafen zum Kaiserhafen, Am Gitter nach dem Zaun zum Zollgebiet (1908), Alter Fährweg nach der Hafenfähre, Franziusstraße nach dem Wasserbauingenieur Ludwig Franzius (1832–1903), Bürgermeister-Smidt-Straße nach dem Bürgermeister Johann Smidt (1773–1857) und Rickmersstraße nach der Bremer Reedereifamilie: Rickmer Clasen Rickmers, Andreas Rickmers, Wilhelm Rickmers, Paul Rickmers, Robert Rickmers und deren Rickmers Reederei; ansonsten siehe beim Link zu den Straßen.

## Geschichte

### Name
Die Barkhausenstraße wurde benannt nach dem Bremer Bürgermeister Carl Georg Barkhausen (1848–1917). Er war ab 1879 als Senator für die Häfen und die Wirtschaft zuständig.

### Entwicklung
Bremerhaven dehnte sich nach dem Bau der Häfen (ab 1827) langsam ab um 1850 nach Norden aus. Die Straße diente lange Zeit der Erschließung der Häfen in Bremerhaven, vor allem der Kaiserhäfen und der Columbuskaje.
Um 1960 entwickelte der Stadtplaner und Architekt Ernst May ein langfristiges Konzept für den Stadtteil Mitte. Im Rahmenplan wurde parallel zur Bürgermeister-Smidt-Straße ein durchgehender Straßenzug (Columbusstraße und Barkhausenstraße) vorgesehen, welcher auf der Kennedybrücke über die Geeste seit 1963 nach Geestemünde führte. Durch die Pläne von May wurde der Stadtteil Mitte konsequent auf die Weser und die davorliegenden Hafenbecken ausgerichtet. Auch die Barkhausenstraße erfuhr durch viele Bürobauten ab um 2000 eine erhebliche Aufwertung.

### Verkehr
Der durchgehende Straßenzug Barkhausenstraße, Columbusstraße und Kennedybrücke führt seit 1963 von den Häfen nach Geestemünde.
Im Nahverkehr von BremerhavenBus durchfährt die Linie HL (Hafen-Liner: Rotersand – Thünen-Institut) die Straße und die Linien 504, 505, 506 und ML tangieren sie am Zollamt Rotersand bei der Rickmersstraße. Ein Anruf-Linientaxi ergänzt das Angebot.

## Gebäude und Anlagen
Die Straße hat im Südteil überwiegend eine vier- bis siebengeschossige Bebauung.
Erwähnenswerte Gebäude und Anlagen
Hafenseite mit Promenade am neuen Hafen:
- Nr. 2: 5-gesch. Bürohaus t.i.m.e.Port II von 2006 nach Plänen von HTP Husemann, Timmermann + Partner mit dem Institut für Seeverkehrswirtschaft und Logistik (ISL)
- Nr. 4: 6 und 7-gesch. Bürohaus t.i.m.e.Port III von 2008 nach Plänen von bof architekten, Hamburg für die Bremerhavener Gesellschaft für Investitionsförderung und Stadtentwicklung bis als Technologiepark
- Nr. 6: 6-gesch. Bürohaus von 2013 nach Plänen von Westphal Architekten, Bremen mit u. a. Restaurant PIER 6 und netactive
- Nr. 16: 6-gesch. Bürohaus von 2014 nach Plänen von Harm Haslob, Kruse und Bode, Bremen mit u. a. der Arbeitnehmerkammer – Bremerhaven und der Verbraucherzentrale
- Nr. 18: 7-gesch. Bürohaus von um 2012
- Nr. 20: 7-gesch. gezacktes, rotsteinverblendetes Wohnhaus von um 2010 nach Plänen von Lecke Architekten, Münster
- Nr. 22: 3-gesch. Bürohaus in H-Form von 2001 (Architekt ?) mit der Städtischen Wohnungsgesellschaft Bremerhaven (Stäwog) mit mehr als 5100 eigenen Mietwohnungen sowie Amt für Menschen mit Behinderung
- Nr. 24 bis 30: Sechs 6-gesch. Wohnhäuser von um 2018
- Nr. 32 bis 34: Zwei 5-gesch. Wohnhäuser Oceon Living (Oceon 3 und 4) von 2018 nach Plänen von Westphal, Bremen
- Grube-Kran am neuen Hafen: Hier wurde nach 1945 Weserkies von dem Fuhrunternehmen Georg Grube von den Binnenschiffen in Schüttbehälter umgeladen und danach per Bahn und LKWs weiter transportiert.
- Nr. 36: 5-gesch. Bürogebäude von um 2018 nach Plänen von Westphal, Bremen
- Danach maritimes Gewerbegebiet am Kaiserhafen I
  - Nr. 60: MWB Motorenwerke Bremerhaven, bzw. seit 2019 die Rönner-Gruppe.

Ostseite:
- Nr. 1: 4-gesch. Bürohaus geplant
- Schifferstraße Nr. 48: 2-gesch. denkmalgeschütztes historisierendes Gebäude von 1901 mit 3-gesch., reich verzierten, barocken Zwerchgiebel vom ehemaligen Seemannsamt Bremerhaven mit der Bremischen Zentralstelle für die Verwirklichung der Gleichberechtigung der Frau, der Landeszentrale für politische Bildung, Außenstelle Bremerhaven und dem Landesamt für Ausbildungsförderung – Außenstelle Bremerhaven (Stand 2018).[2]
- Nr. 3: 5-gesch. Hotelgebäude von 2019
- Barkhausenstraße, Querstraße und Schifferstraße: Frühere kriegszerstörte Alte Feuerwache von 1909/11 nach Plänen von Julius Hagedorn, Bremerhaven
- Nr. 37: 1- und 2-gesch. älteres Bürogebäude von um 1910 (Architekt ?)
- Mehrere Stellplatzanlagen
- Nr. 97: Busparkplatz
- Nr. 107, 113 und Rudloffstraße 148: drei 1- und 2-gesch. Einkaufsmärkte
- Franziusstraße Nr. 1 Ecke Barkhausenstraße: 2-gesch. rotsteinverblendetes Zollamt Rotersand (Zollamt Bremerhaven) von 1936 am Eingang zum Zollbezirk der damaligen Kaiserhäfen[3]